# Sapromyza lancifera
Sapromyza lancifera är en tvåvingeart som beskrevs av Malloch 1926. Sapromyza lancifera ingår i släktet Sapromyza och familjen lövflugor. Inga underarter finns listade i Catalogue of Life.